# BMI獎
BMI獎（BMI Awards）是美國廣播音樂公司設立年度頒獎典禮。組織的各種類型的歌曲作者的年度頒獎典禮，以及對歌曲作者和出版商的表彰。 主流行音樂獎成立於1952年。

## 外部連結
- BMI Awards（页面存档备份，存于）